# Поминвилль, Джейсон
Дже́йсон Джон По́минвилль (англ. Jason John Pominville; род. 30 ноября 1982, Репантиньи, Квебек, Канада) — американский хоккеист, правый нападающий, завершивший карьеру в 2019 году. Выступал за клубы Национальной хоккейной лиги «Баффало Сейбрз» и «Миннесоту Уайлд», сыграв более 1000 матчей в регулярных сезонах. Имеет канадское гражданство.

## Статистика
| Легенда | Легенда                    | Легенда | Легенда                   | Легенда | Легенда    |
| ------- | -------------------------- | ------- | ------------------------- | ------- | ---------- |
| И       | Количество проведённых игр | Штр     | Штрафное время            | +/−     | Плюс-минус |
| Г       | Голы                       | П       | Голевые передачи          | О       | Очки       |
| -       | Статистика неизвестна      | —       | Статистика не учитывалась |         |            |

## Достижения
Личные
| Год  | Команда              | Достижение                                  | Достижение |
| ---- | -------------------- | ------------------------------------------- | ---------- |
| 2001 | Шавиниган Катарактез | Участник Матча всех звёзд CHL               |            |
| 2002 | Шавиниган Катарактез | Попадание в третью Сборную всех звёзд CHL   |            |
| 2002 | Шавиниган Катарактез | Попадание в первую Сборную всех звёзд QMJHL |            |
| 2002 | Шавиниган Катарактез | Обладатель «Фрэнк Дж. Селки Мемориал Трофи» |            |
| 2012 | Баффало Сейбрз       | Участник Матча всех звёзд НХЛ               |            |